# Malaia cyanea
Malaia cyanea är en skalbaggsart som beskrevs av Miyake 1996. Malaia cyanea ingår i släktet Malaia och familjen Rutelidae. Inga underarter finns listade i Catalogue of Life.